# الألعاب العالمية 2025
الألعاب العالمية 2025 (بالصينية: 2025年世界运动会) هي النسخة الثانية عشر من الألعاب العالمية، والتي تشمل الرياضات والتخصصات الرياضية التي لم يُتنافس عليها في الألعاب الأولمبية. ومن المتوقع أن يقام في مدينة تشنغدو بالصين. هذه هي النسخة الأولى التي تقام بموجب المبادئ التوجيهية التي وضعتها ورقة الإستراتيجية "نمو ما بعد التميز"، وهي النسخة الثانية التي ستقام في آسيا، والمرة الأولى التي تستضيف فيها الصين الألعاب العالمية.